# 江岳寺 (掛川市)
江岳寺（こうがくじ）は静岡県掛川市にある仏教寺院。

## 由緒

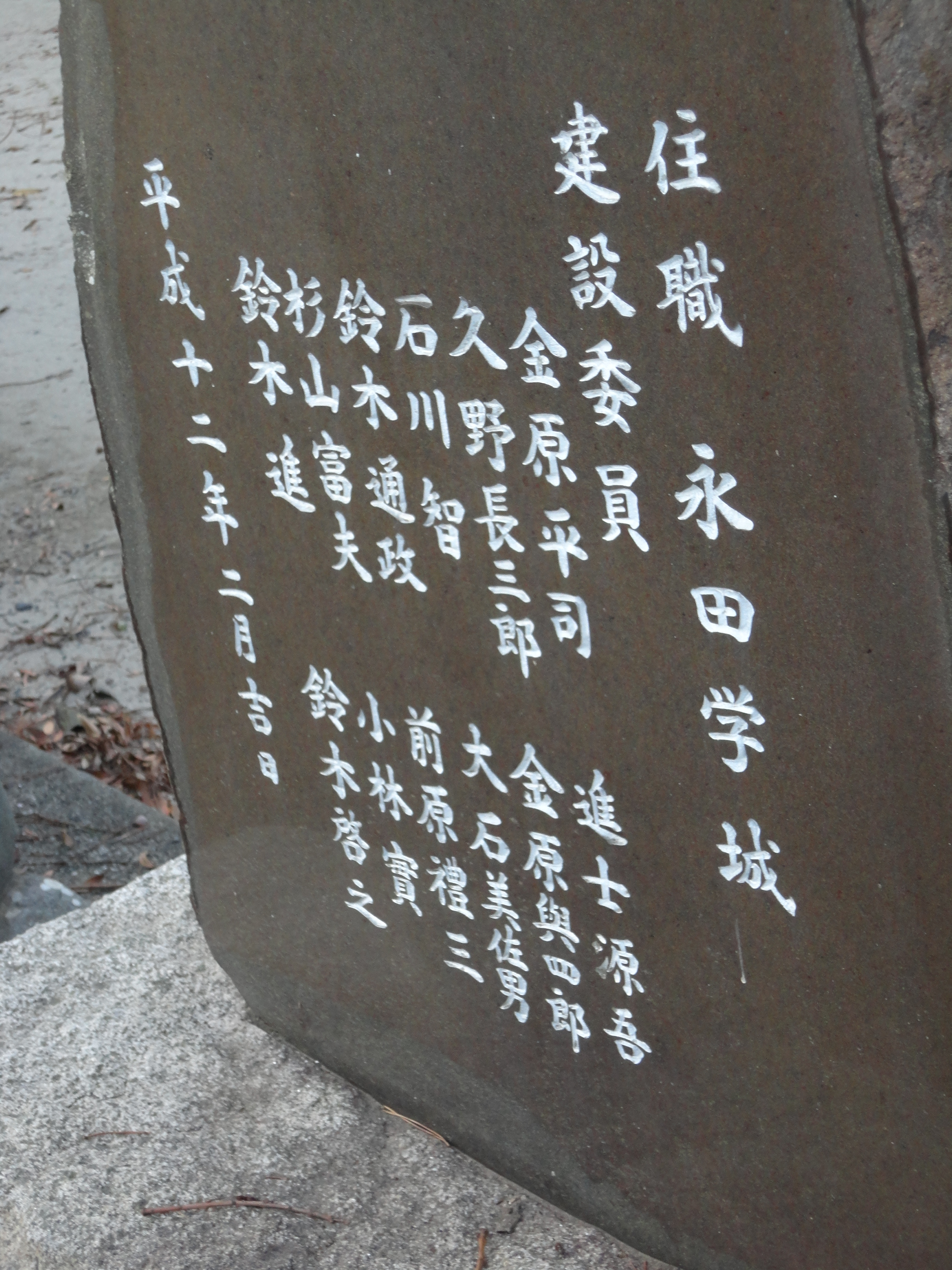
江岳寺敷地内

江岳寺境内になぎの大木がある。この木は三熊野神社の境内にもあり、熊野三社の神が船で雨垂の浜にお着きになった（三熊野神社沿革参照）印として植えられた木と伝えられている。
この寺が大宝年間の創建と伝えられるのは、おそらく熊野三社神を奉祀する礼拝所が設けられたからと考えられる。
江岳寺が開山と仰ぐ南溟和尚は、貞永寺の中輿開山であり、浜野の三邑院、報地の高松庵の開山でもある。南溟和尚は正安3年（1301年）に死亡しているので、寺の創立はこの以前になる。
安政の大地震により堂宇潰滅し、文久2年（1862年）貞山元理和尚（16代）の時、本堂を改築し、明治初年屋根を瓦にふき替える。明治40年18代竜演和尚が入寺した。大正10年貞永寺より分法し、独立寺となる。

### 境内堂宇
- 弘法堂　三河国の寺田という法師が持ち来り祀る。接続していた秋葉堂は取り壊したが、堂内にあった秋葉三夜燈（寛政6年村中若者寄進）は山門入口に移した。
- 地蔵堂　六地蔵　堂宇は昭和49年に新築する。

## アクセス
秋葉バスサービス秋葉中遠線「藤塚」停留所から徒歩約10分。（JR東海道線袋井駅から大東支所行バスで約30分。）